# Pierre-Montan Berton
Pierre-Montan Berton, kurz Le Berton (* 7. Januar 1727 in Maubert-Fontaine, Ardennen; † 14. Mai 1780 in Paris), war ein französischer Komponist, Dirigent und Sänger (Tenor). Er ist der Vater des Komponisten Henri-Montan Berton.

## Leben
Pierre-Montan Berton war als Junge Chorknabe in der Kathedrale von Senlis und studierte Orgel, Cembalo und Komposition an der dortigen Chorschule. In Paris setzte er seine Studien fort und ermutigt durch eine Empfehlung von Jean-Marie Leclair trat er mit 16 Jahren dem Chor von Notre Dame als Tenor bei. Nach zwei Jahren wurde er als Sänger an der Pariser Oper verpflichtet, bat aber am Tage seines ersten Auftritts um seine Entlassung und nahm den Posten als erster Solocellist an.
Etwa ab 1746 war er zwei Jahre lang Bassist in Marseille und nachher musikalischer Direktor am Grand-Théâtre in Bordeaux. Während dieser Zeit war er auch Organist an zwei Kirchen und komponierte Ballettmusik. 1755 kehrte er nach Paris zurück, wurde Direktor des Opernorchesters und begann im selben Jahr Opern zu schreiben. Damit hatte er allerdings weniger Erfolg als mit Arrangements von Werken anderer Komponisten, wozu auch eine neue Orchestrierung gehörte. Zunächst bearbeitete er André Campras Oper Camille, später auch Werke von Lully und Rameau. Ab 1767 war Berton zusammen mit Jean-Claude Trial Geschäftsleiter der Pariser Oper, von 1775 bis 1778 deren Generaldirektor. Zu seinen weiteren Ämtern gehörte die Leitung des Concert spirituel (1771–73) und die Superintendenz der Musique du roi ab 1775. Möglicherweise war Berton zusammen mit Étienne-Joseph Floquet und Wolfgang Amadeus Mozart 1778 an der Komposition der Musik zu Jean-Georges Noverres Ballett Les petits riens beteiligt. Letztere Stelle wurde nach seinem Tod von Jean-Baptiste Cardonne übernommen. Außerdem leitete er ab 1768 Aufführungen im königlichen Theater und der Kapelle in Versailles. Er starb wahrscheinlich aus Erschöpfung acht Tage nach der Leitung seiner eigenen Bearbeitung von Rameaus Oper Castor et Pollux im Mai 1780.
Seine größten Leistungen liegen in der Leitung der Pariser Oper, die er gemeinsam mit Jean-Claude Trial innehatte. Dieses Opernorchester hatte er noch vor Glucks Auftreten in Paris grundlegend reformiert. Er machte es zu einem damals berühmten Klangkörper, der den steigenden, durch den Fortschritt der sinfonischen Musik bedingten Schwierigkeiten gewachsen war.